# 精密國際AWP狙擊步槍
精密國際AWP（Accuracy International Arctic Warfare Police）屬於英国精密國際開發的北極作戰（Arctic Warfare）狙击步枪系列，為針對警察和执法机构等非軍事用戶生產的型號。

## 设计
精密國際開發AW軍用狙擊槍主要是為了參與瑞典軍方對新型狙擊步槍需求的競爭，之所以被稱為北極作戰系列是因為槍械能夠在極冷的天氣中仍有穩定的效能。該槍械系列的成功也使其衍生出許多版本，其中AWP是專供警察使用的枪械。此型號的特色是基座為黑色，而非軍用版的亮綠色。AWP較其他版本有更短的24吋槍管（610毫米），移除了槍上的後備機械瞄具。AWP版本一般只有7.62×51mm NATO和.243溫徹斯特兩種口徑，原版則裝填.300溫徹斯特麥格農、7毫米雷明登麥格農、.338拉普麥格農子彈。注意AWP不應與同爲非軍用的AW AE（Arctic Warfare Accuracy Enforcement）相混淆，因為後者相對廉價許多。

## 使用者
- 加拿大
  - 溫哥華特警隊[1]
- 德国
  - 德國邦警察特别行动突击队
- 香港
  - 香港警務處特別任務連
- 印度尼西亞
  - 特種部隊單位
- 義大利
  - 卡賓槍騎兵特別干預組
- 馬爾他
  - 馬耳他武裝部隊（英语：Maltese Armed Forces）C連
- 中華民國
  - 維安特勤隊
  - 霹靂小組單位
- 沙烏地阿拉伯
- - 警察單位（.243溫徹斯特口徑型）
- 西班牙
  - 西班牙国民警卫队特別行動組（英语：Unidad Especial de Intervención）
- 瑞典
  - 警察單位
- 英国
  - 武裝特警單位

## 流行文化

### 电子游戏
- 系列：命名为“AWP”或，在游戏中屬於威力最強大的狙击步枪，因而为玩家所熟知。遊戲中的AWP使用.338拉普麥格農子彈，但現實世界的AWP只有7.62×51mm口徑（.308温徹斯特）型，就外型和所用子彈類型而言，其實遊戲中的AWP更接近現實中的AWM狙擊步槍。AWP在遊戲中有著一擊斃命的效果，而使用7.62子弹的斯泰爾斥候步槍卻需要兩發，因此造成了.338拉普麥格農子弹的性能远比7.62×51mm NATO子弹性能优秀的错觉。
- 《絕地要塞2》（Team Fortress 2）：命名为，是狙击手的可用武器之一。

### 動漫
- 《刀劍神域外傳 Gun Gale Online》：在動畫第一季第七集中的武器商店出現，但顯示的武器形狀為AW和AWP的混合體。